# ناحیه جونیاتا، میشیگان
ناحیه جونیاتا (به انگلیسی: Juniata Township) یک منطقهٔ مسکونی در ایالات متحده آمریکا است که در شهرستان تاسکولا، میشیگان واقع شده‌است.
 ناحیه جونیاتا ۹۱٫۳ کیلومتر مربع مساحت و ۱٬۵۶۷ نفر جمعیت دارد و ۲۱۵ متر بالاتر از سطح دریا واقع شده‌است.